# Amajaquillo
Amajaquillo är en ort i Mexiko.   Den ligger i kommunen Guachinango och delstaten Jalisco, i den centrala delen av landet, 600 km väster om huvudstaden Mexico City. Amajaquillo ligger 491 meter över havet och antalet invånare är 283.
Terrängen runt Amajaquillo är huvudsakligen kuperad, men åt nordost är den bergig. Amajaquillo ligger nere i en dal. Runt Amajaquillo är det mycket glesbefolkat, med 6 invånare per kvadratkilometer. Närmaste större samhälle är Ahuacatlán, 18,5 km nordost om Amajaquillo. I omgivningarna runt Amajaquillo växer huvudsakligen savannskog.